# Diadegma discoocellellae
Diadegma discoocellellae är en stekelart som först beskrevs av Henry Lorenz Viereck 1911.  Diadegma discoocellellae ingår i släktet Diadegma och familjen brokparasitsteklar. Inga underarter finns listade i Catalogue of Life.